# Sugny (Belgique)
Pour les articles homonymes, voir Sugny.
Sugny (en champenois ardennais Suni) est une section de la commune belge de Vresse-sur-Semois située en Région wallonne dans la province de Namur.
C'était une commune à part entière avant la fusion des communes de 1977. Elle quittera à cette occasion la province de Luxembourg pour être rattachée à la province de Namur
Les habitants sont surnommés les macus (dialecte ardennais), sugnygeois, sugnygeoise.
Ce village est dans l'aire linguistique champenoise et de son dialecte ardennais, l'une des quatre langues régionales endogènes romanes de Belgique avec le wallon, le lorrain et le picard,.

## Évolution démographique
- Source: DGS, 1831 à 1970=recensements population, 1976= habitants au 31 décembre

## Histoire
Sugny était une des seigneuries du duché de Bouillon. Son château, « Lu Tchesté d'la Rotch », datant du VIIIe siècle et actuellement en ruine, fut le logis de Sir de la Bisch. Il a été vendu pour financer les croisades de Godefroy de Bouillon.
Vers 1657 se produisit le procès de la haute cour de justice de Sugny où trois femmes furent accusées de sorcellerie. Elles furent pendues et mises au bûcher au « Champ des Potaux ».
Sugny a été rattachée au département des Ardennes pendant la période française. Elle fit ensuite partie de la province de Luxembourg jusqu'en 1977 où elle fusionna avec Vresse-sur-Semois et fut ainsi rattachée à la province de Namur.
Lors de la Bataille de France pendant la Seconde Guerre mondiale, Sugny, non défendue, est prise le 12 mai 1940 par les Allemands de la 2e Panzerdivision de Rudolf Veiel.
Lors de la guerre, les Allemands ont brûlé un moulin, dit le moulin Jean Lambert. Il porte d'ailleurs, le nom de moulin brûlé. Le village possède trois moulins : le moulin Simonis, sur la route de Membre, le moulin du Gigue (vers la France) et le moulin "brûlé".
En remerciement de ne pas avoir été bombardés lors de la grande guerre, les villageois ont érigé un domaine marial (toujours visible) dans un petit bois et ont reconstruit entre autres la grotte de Lourdes, le chemin de croix, le calvaire, saint Joseph (patron de la mort douce), sainte Bernadette, sainte Anne apprenant la lecture à la Vierge Marie, sainte Thérèse de Lisieux et la pluie de roses sur le monde, un Christ Roi, le sacré-cœur… Sur la grille de la grotte se trouvent les remerciements à Notre-Dame qui datent parfois de plusieurs générations. Dans cette grotte se font encore maintenant des guérisons et même des pétrifications de roses à Sainte Bernadette.